# レオニード・チビロフ
レオニード・ハリトノヴィチ・チビロフ（オセット語: Тыбылты Харитъоны фырт Леонид、ロシア語: Леони́д Харито́нович Тиби́лов、1952年3月28日 - ）は南オセチアの政治家。2012年4月に行われた出直しの大統領選に勝利し、4月19日に第3代南オセチア共和国大統領に就任、2017年まで務めた。

## 経歴
1952年3月28日、ソビエト連邦ズナール地区ヴェルフニイ・ドヴァン生まれ。1992年から1998年までソ連国家保安委員会（KGB）の南オセチア支局長を務めた。後に南オセチア第一副首相に就任し、グルジア-オセチア平和維持委員会の共同委員長を務める。2006年には大統領選挙に出馬したが、現職（当時）のエドゥアルド・ココイトゥイ大統領が98％の得票率で再選を果たし、チビロフは敗れた。
南オセチア紛争後初の自由選挙となった2011年11月の大統領選挙では「ロシア政府は南オセチア復興の約束を果たしていない」などと主張する野党指導者のアラ・ジオエワ元教育相が勝利したが、直後に選挙違反などを理由として当選は無効とされ、2012年3月と4月に出直し選挙が行われることとなった。出馬を表明したチビロフは、前職のココイトゥイと一線を画す姿勢を示しながらも、元KGB幹部という経歴からロシアに対して忠実であり、大統領選に当選した場合は閣僚について組閣前にロシアに相談することを約束していたと報じられている。
2012年大統領選挙の第1回投票で、チビロフは42.5％の票を獲得し、25％得票のダヴィド・サナコエフを押さえて首位に立った。決選投票となった第2回投票では54％を得票し、勝利した。2017年4月9日の大統領選挙で落選し、4月21日に退任。